# Palác Ćipiko
Palác Ćipiko (chorvatsky Palača Ćipiko) je historická budova ze 13. století. Nachází se v historickém centru města v Trogiru na náměstí Jana Pavla II. naproti trogirské katedrále sv. Vavřince.

## Historie

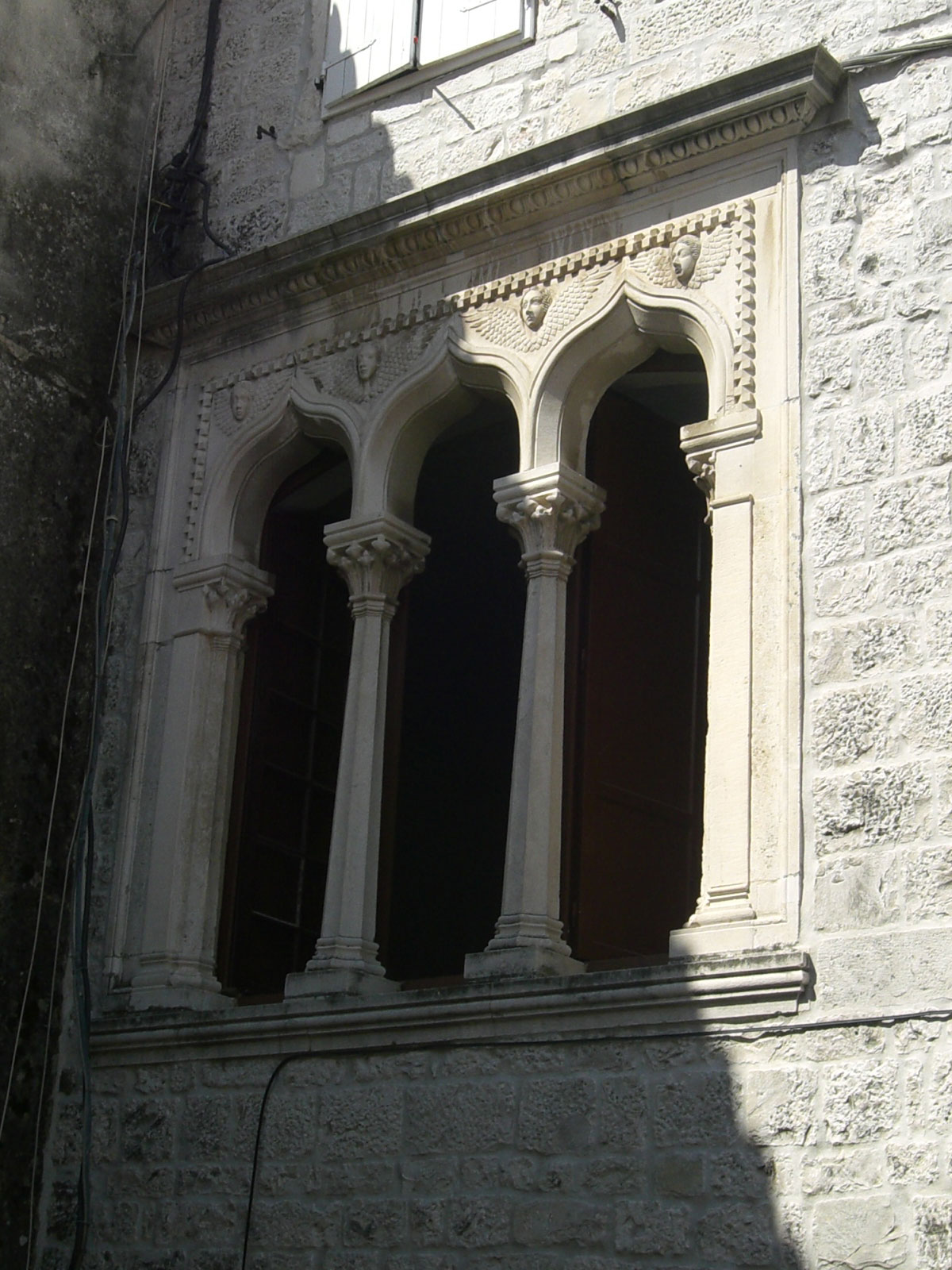
Detail paláce, gotické okno z 15. století.

Samotný palác v průběhu času vznikl postupným sloučením několika budov do jediného celku. Nejstarší části pocházejí z raného středověku. Převážná část celku pochází ze 13. století.
Nejzásadnějších změn palác doznal v průběhu 15. století, za zdejšího působení humanisty, válečníka a spisovatele Koriolana Ćipika, který si na úpravy a výzdobu paláce najal tehdejší významné umělce Nikolu Florentince, Andriju Alešiho či Ivana Duknoviće.